# Quy phạm pháp luật
Quy phạm pháp luật (tiếng Pháp: Règle de droit, tiếng Đức: Rechtsnorm, tiếng Anh: Legal norms) là những quy tắc, chuẩn mực mang tính bắt buộc chung phải thi hành hay thực hiện đối với tất cả tổ chức, cá nhân có liên quan, và được ban hành hoặc thừa nhận bởi các cơ quan Nhà nước có thẩm quyền. Quy phạm pháp luật là tế bào, đơn vị cơ bản của pháp luật theo cấu trúc (bao gồm chế định pháp luật, ngành luật và hệ thống pháp luật. Cấu tạo của quy phạm pháp luật gồm ba thành phần là giả định, quy định và chế tài. Tuy nhiên, không nhất thiết phải đầy đủ ba bộ phận trong một quy phạm pháp luật. 
- Giả định: là bộ phận quy định địa điểm, thời gian, chủ thể, các hoàn cảnh, tình huống có thể xảy ra trong thực tế mà nếu hoàn cảnh, tình huống đó xảy ra thì các chủ thể phải hành động theo quy tắc xử sự mà quy phạm đặt ra. Đây là phần nêu lên trường hợp sẽ áp dụng quy phạm đó.
- Quy định: là bộ phận trung tâm của quy phạm pháp luật và không thể thiếu. Nó nêu lên quy tắc xử sự mà mọi người phải thi hành khi xuất hiện những điều kiện mà phần giả định đã đặt ra.
- Chế tài: là bộ phận chỉ ra những biện pháp tác động mà Nhà nước sẽ áp dụng đối với chủ thể không thực hiện hoặc thực hiện không đúng quy tắc xử sự đã được nêu trong phần giả định của quy phạm và cũng là hậu quả pháp lý bất lợi mà chủ thể phải gánh chịu khi không thực hiện đúng nội dung tại phần quy định.

Quy phạm pháp luật được chứa đựng trong các hình thức như Văn bản pháp, Tiền lệ pháp và Tập quán pháp (Luật tục)

## Liên quan
- Quy phạm xã hội